# Arenomeandrospira
Arenomeandrospira es un género de foraminífero bentónico de la subfamilia Ammovertellininae, de la familia Ammodiscidae, de la superfamilia Ammodiscoidea, del suborden Ammodiscina y del orden Astrorhizida. Su especie-tipo es Glomospira glomerata. Su rango cronoestratigráfico abarca desde el Mioceno hasta la Actualidad.

## Discusión
Clasificaciones previas incluían Arenomeandrospira en el suborden Textulariina del orden Textulariida.

## Clasificación
Arenomeandrospira incluye a la siguiente especie:
- Arenomeandrospira glomerata